# Masarykova kolonie

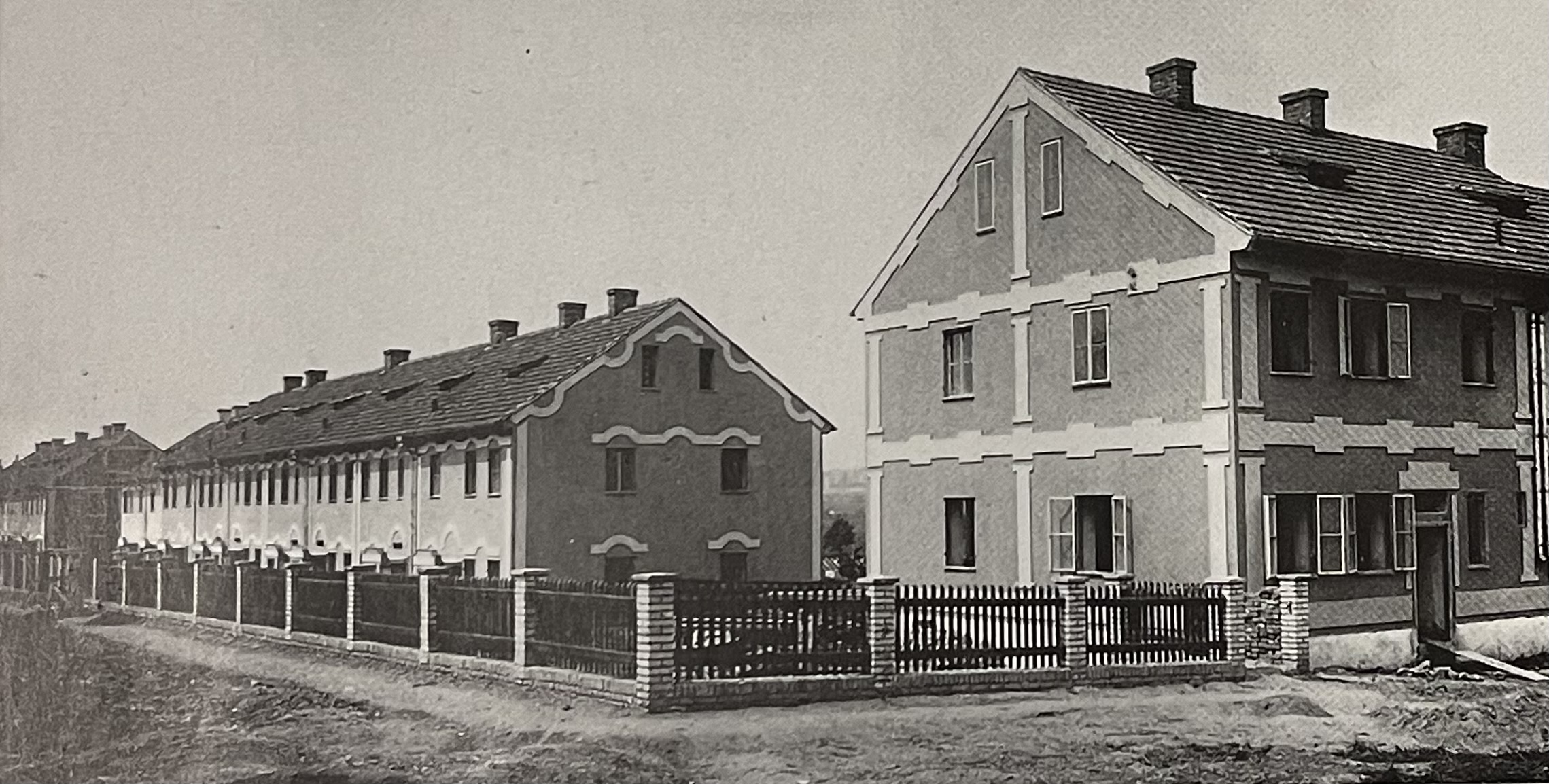
Dobová fotografie z 20.let minulého století

Masarykova kolonie (Kolonie rodinných domků ve Strašnicích) je soubor řadových domků postavených podle návrhů architektů Josefa Gočára a Pavla Janáka ve Starých Strašnicích v Praze (dnes ulice Bylanská). Tématem řadových domků se oba architekti zabývali již v roce 1908 v ateliéru Jana Kotěry, kde tehdy pracovali. Jediné společné dílo však realizovali až ve spolupráci s Františkem Zavadilem mezi lety 1919–1921 pro Družstvo státních a veřejných zaměstnanců. Vzniklo tak dvacet dělnických domků v duchu národního stylu (později rondokubismus). Fasády domků kolonie zdobily původně jednoduché prvky – půlkruhy, obdelníky a dekorativní pásy v bílé barvě na červeném podkladu. Po více než sto letech jsou zbytky originální dekorované fasády zachovány jen na několika málo domcích.

## Galerie

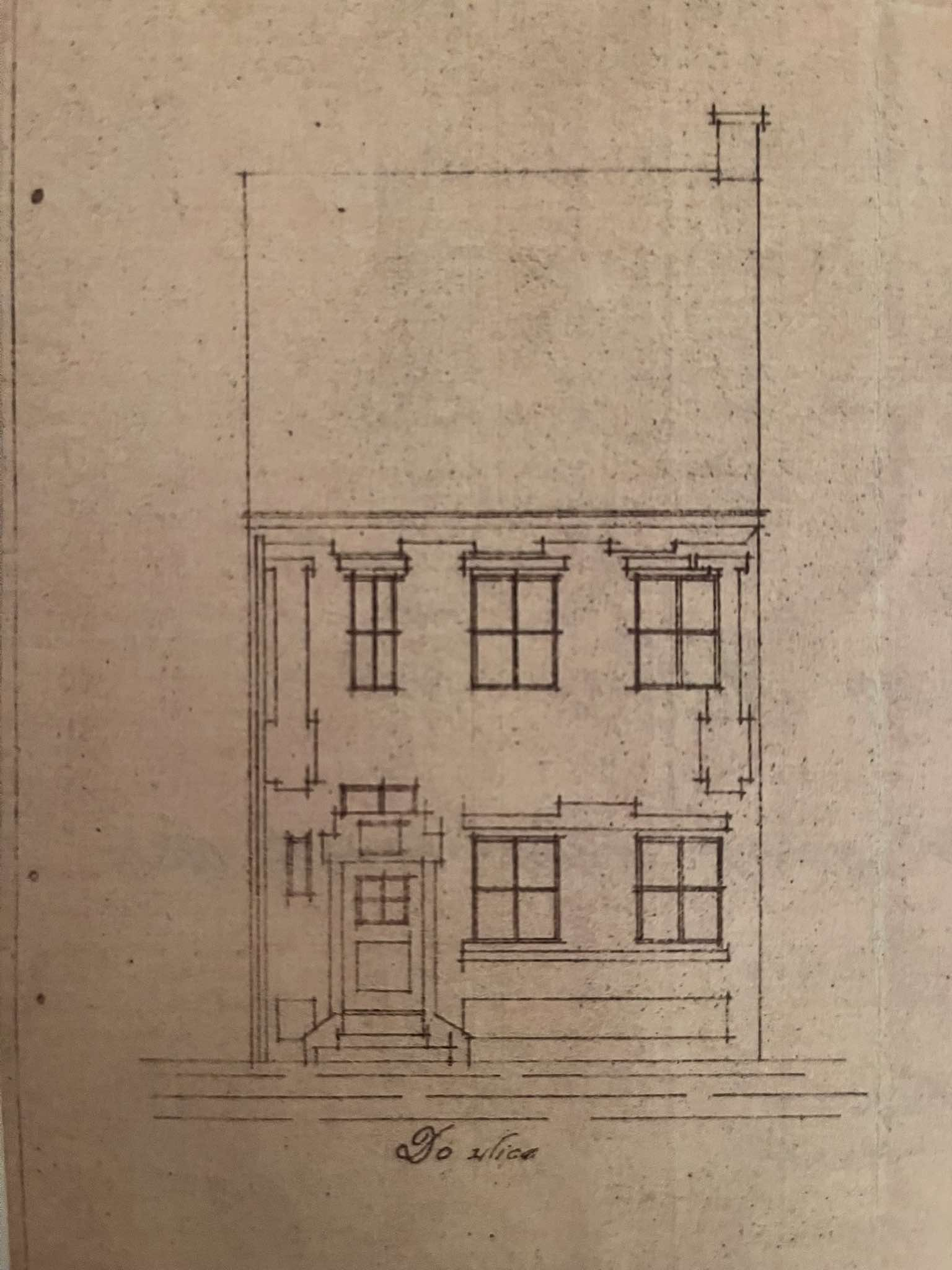
Nákres původní podoby jednoho z domků – pohled do ulice
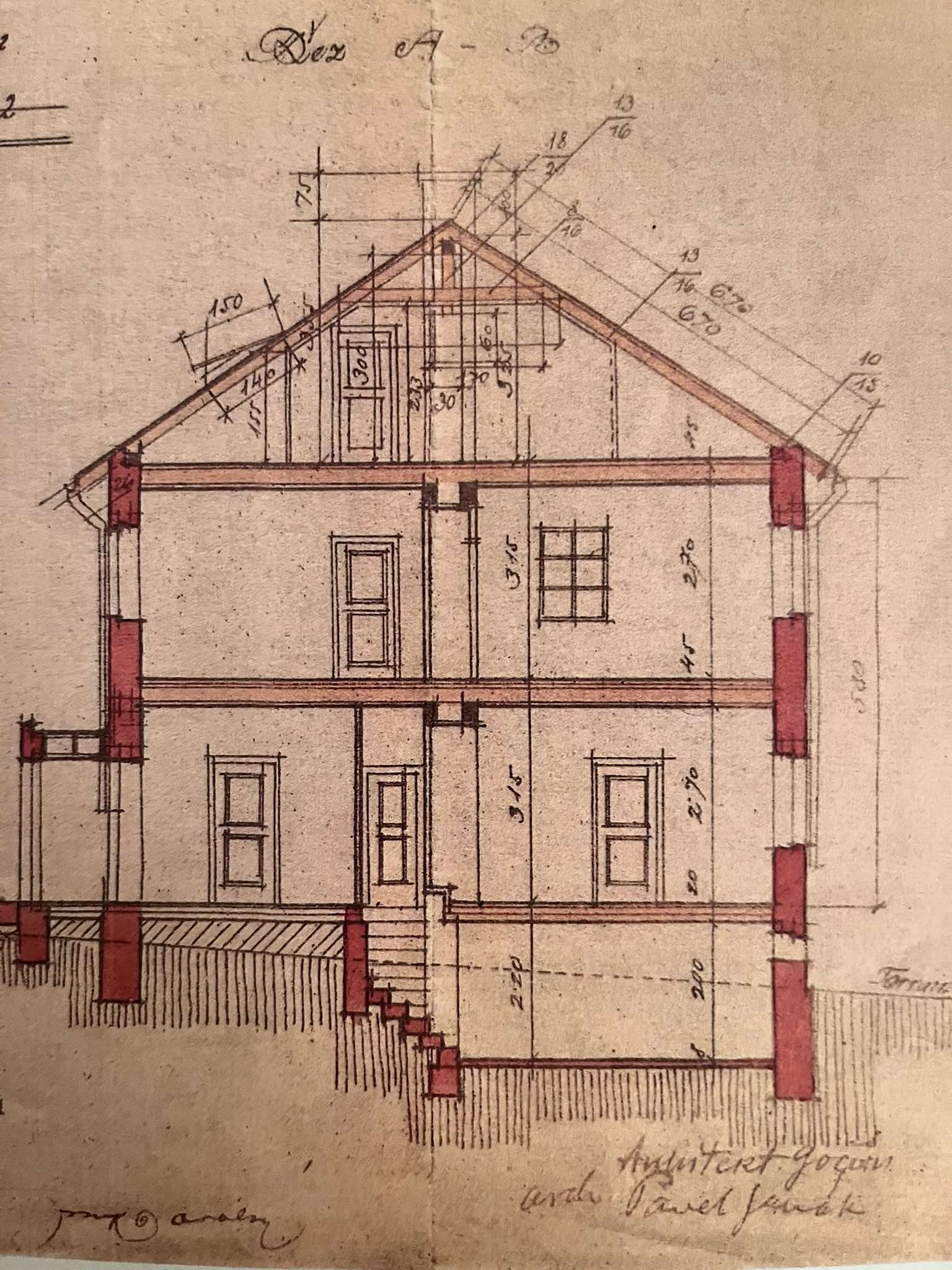
Nákres původní podoby jednoho z domků – řez